# Diospyros janowskyi
Diospyros janowskyi är en tvåhjärtbladig växtart som beskrevs av Bakh. Diospyros janowskyi ingår i släktet Diospyros och familjen Ebenaceae. Inga underarter finns listade i Catalogue of Life.